# Georg Wolfgang Franz Panzer
För andra betydelser, se Georg Wolfgang Franz Panzer (olika betydelser).
Georg Wolfgang Franz Panzer, född den 31 maj 1755 i Etzelwang, död den 28 juni 1829 i Hersbruck, var en tysk läkare, botaniker och entomolog, son till bibliografen med samma namn. Auktorsnamnet Panz. kan användas för Georg Wolfgang Franz Panzer i samband med ett vetenskapligt namn inom botaniken; se Wikipediaartiklar som länkar till auktorsnamnet.
Panzer var i besittning av ett mycket rikt herbarium, och gjorde stora insamlingar av insekter. Dessa kom att ligga till grund för hans publikation Faunae Insectorum Germanicae Initia. Deutschlands Insekten. (ungefär Fauna över Tysklands insekter), som började ges ut i Nürnberg år 1793. Publikationen gavs ut i 109 volymer, fram till och med år 1813.